# Weng'ang
Weng'ang (kinesiska: 翁昂, 翁昂乡) är en socken i Kina. Den ligger i provinsen Guizhou, i den sydvästra delen av landet, omkring 200 kilometer sydost om provinshuvudstaden Guiyang. Antalet invånare är 3608. Befolkningen består av 1 707 kvinnor och 1 901 män. Barn under 15 år utgör 21,0 %, vuxna 15-64 år 66 %, och äldre över 65 år 12,0 %.